# Tecnología en el Renacimiento

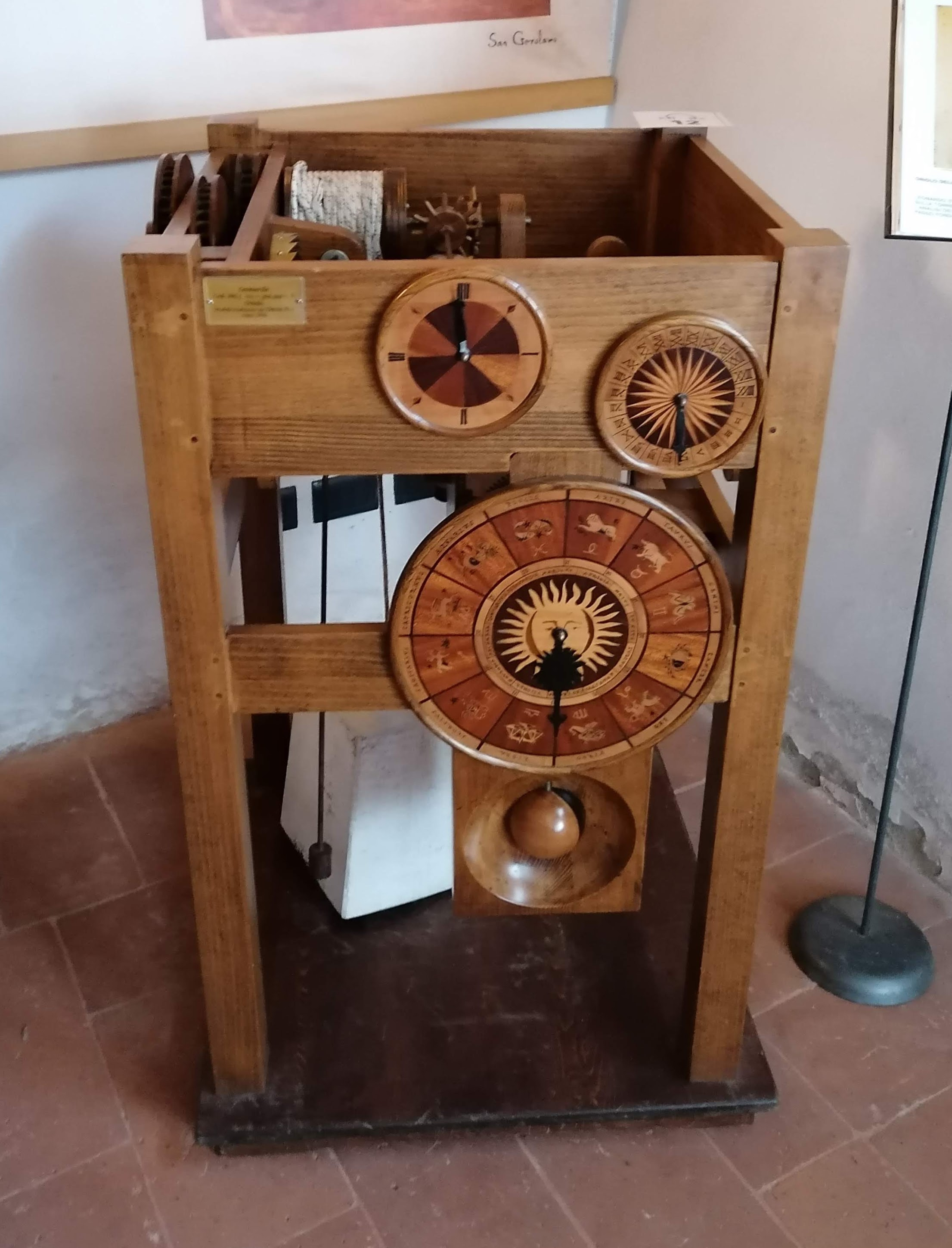
Reconstrucción del reloj diseñado por Leonardo da Vinci para la torre de la Abadía de Chiaravalle (Milán)

La tecnología en el Renacimientose distinguió de la tecnología en la Edad Media sobre todo por importantes inventos como la imprenta y los relojes mecánicos. Se hicieron avances particulares en las armas de guerra, en la minería y en la extracción de metales de los minerales, al igual que las ciencias naturales emergentes también sobre como abortar y un avance increíble de las reproducciones se vieron favorecidas por el mayor desarrollo de los instrumentos de medición. La alquimia se ocupó de la producción de pólvora y los metales importantes para el desarrollo posterior de la tecnología.

## Invenciones en el cambio de la Edad Media a los tiempos modernos

Hans Holbein el Joven: Los mensajeros(1533)

Hacia el final de la Edad Media, hubo algunos inventos importantes en Europa que tuvieron un impacto significativo en los tiempos modernos, como la imprenta de Gutenberg y los relojes mecánicos.

### Tipografía

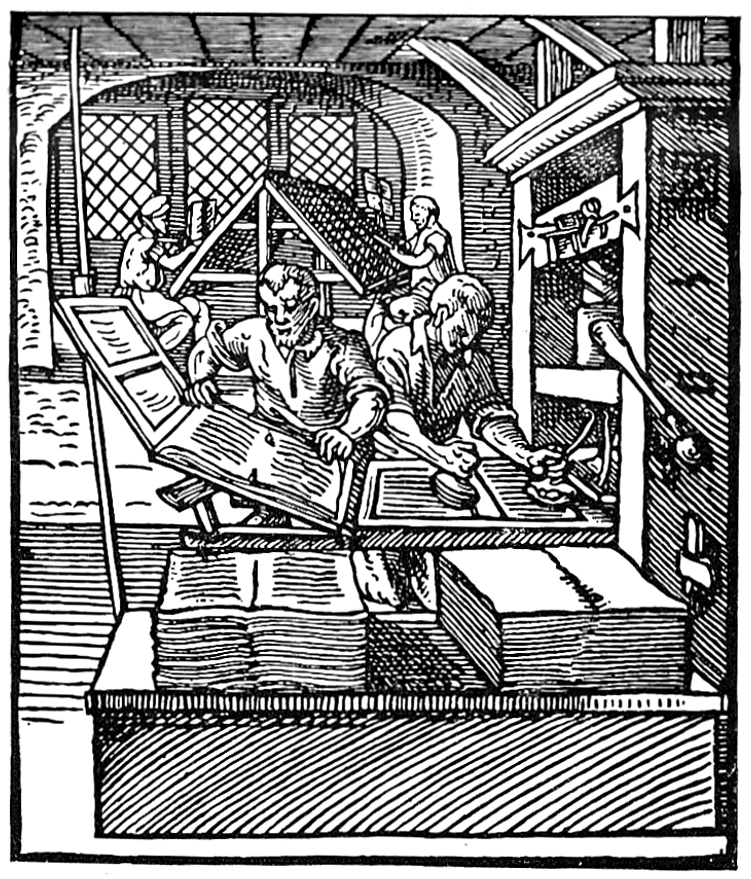
Imprenta del siglo XVI

En la Edad Media, la reproducción de libros se realizaba principalmente en los monasterios, donde los monjes los copiaban a mano. Por otra parte, se conocían desde hacía tiempo técnicas de impresión en las que los negativos de madera o metal se tallaban para ser utilizados como sellos. A Johannes Gutenberg se le ocurrió la idea de hacer letras individuales en lugar de palabras completas a mediados del siglo XV. Para ello, creó unas matrices de acero para cada letra (correspondientes a a su imagen invertida), que luego martillaba sobre piezas de cobre para crear así una serie de moldes. A continuación, se creaban réplicas de la matriz original vertiendo una aleación fundida de plomo, estaño y antimonio en este molde maestro de cobre. Esta réplica representa un tipo móvil, del que se pueden hacer con facilidad cuantas copias se necesiten. Los tipos con las letras se colocaban en galeradas y se podían reorganizar rápidamente. A principios del Renacimiento, se imprimieron numerosos libros en grandes cantidades. Primero la Biblia, luego también literatura científica de autores antiguos o libros nuevos. También fue posible imprimir folletos y periódicos, lo que marcó el origen de la comunicación de masas.

### Relojes mecánicos
Los primeros relojes mecánicos con engranajes se crearon en el siglo XIV. En el interior de los relojes, un peso o más tarde un resorte movía los engranajes y por tanto las manecillas. Este movimiento era periódicamente interrumpido por un mecanismo de escape, que era accionado por un péndulo. En la evolución del reloj se produjo una interacción entre la ciencia y la tecnología. En ciencia, se necesitaban relojes cada vez más precisos para diversos experimentos, como por ejemplo en el campo de la dinámica. Por otro lado, numerosos científicos también se dedicaron a estudiar y perfeccionar los relojes. Por ejemplo, Christiaan Huygens pudo demostrar que el período de un péndulo es independiente de la desviación si se mueve describiendo una cicloide, y también pudo construir un reloj que se valía de este principio.

## Minería
La minería tuvo sus orígenes en la Edad Antigua. Con el aumento de la profundidad de las minas surgió el problema del drenaje: tan pronto como los pozos llegaban por debajo del nivel freático, se infiltraba agua que tenía que ser bombeada para poder avanzar más. En el siglo XVI, las innovaciones y procesos fueron registrados en distintos tratados por Georgius Agricola y Vannoccio Biringuccio, entre otros, por lo que el estado del arte en ese momento está muy bien documentado. Las rocas se extraían con los mismos métodos y herramientas que en la antigüedad y en la Edad Media. En la minería por fuego, la roca primero se calentaba con hogueras, se apagaba con agua y luego se extraía con un martillo, un pico y un cincel.

### Útiles de excavación y sistemas de drenaje
Una importante innovación tecnológica en el Renacimiento fue la aparición de un martillo largo con un eje flexible que se manejaba con las dos manos, lo que reducía el riesgo de rebote. Un problema importante en la minería era la infiltración de agua en las galerías subterráneas, que en la antigüedad se resolvió con tornillos de Arquímedes operados por esclavos. A finales de la Edad Media, se utilizaban cubos de cuero y ruedas de cangilones, que eran accionadas por manos humanas, y más tarde se emplearon los elevadores de cangilones, que se impulsaban mediante ruedas hidráulicas o ruedas de accionamiento.
Alternativamente, se utilizaron sacos de cuero para sacar minerales de los pozos. Las ruedas hidráulicas se habían introducido recientemente, y estaban diseñadas para poder cambiar de dirección con el fin de subir y bajar cargas sin complicaciones. También se utilizaron en minas que no estaban en las proximidades directas de cursos de agua. Para ello, llegaron a instalarse sistemas de varillas rígidas articuladas que podían transmitir el movimiento de la rueda hidráulica a un eje situado a distancias considerables. Otro método nuevo fue usar bombas de pistón. Si bien algunas minas tuvieron que cerrarse a finales de la Edad Media porque varios cientos de hombres con baldes no eran suficientes para drenar los túneles, ahora era posible volver a poner las minas en funcionamiento con solo unos pocos operadores. Sin embargo, esto requirió mayores inversiones financieras en las máquinas. A medida que se alcanzaban profundidades cada vez mayores, las cuerdas se rompían con más frecuencia, razón por la cual Leonardo da Vinci examinó científicamente este problema por primera vez. Así es como surgen términos como resiliencia, que indica la longitud a la que una cuerda se rompe sometida a su propio peso. En 1712, el herrero inglés Thomas Newcomen finalmente desarrolló la primera máquina de vapor operativa, que se utilizó inicialmente en la minería. En otras industrias, la máquina de vapor solo se utilizó después de la mejora decisiva realizada por James Watt en la segunda mitad del siglo XVIII.

### Transporte, machaqueo y lavado

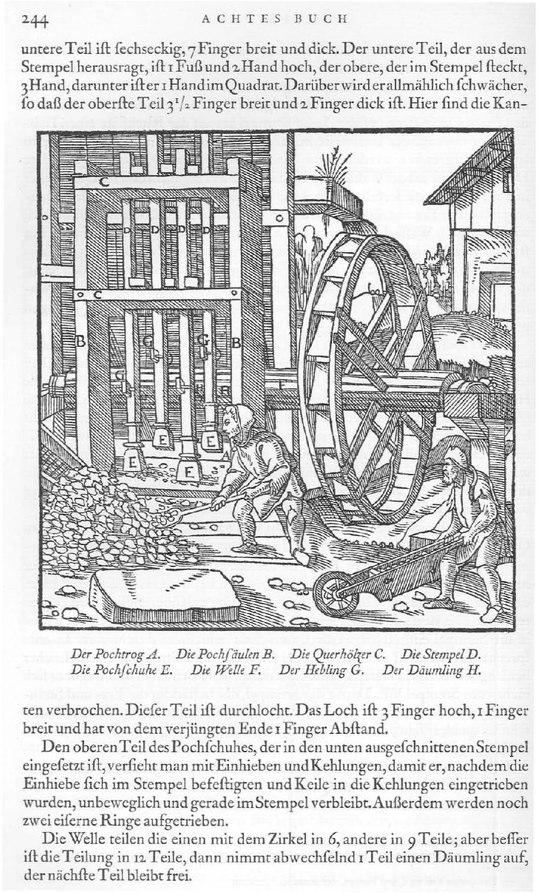
Grabado que muestra cómo funciona un molino de machaqueo

Para el transporte subterráneo de los minerales extraídos se utilizaron vagones y carros, que en muchos casos circulaban sobre rieles de madera y luego de hierro. A cielo abierto, el movimiento del material se realizaba en carretas tiradas por caballos, sustituidas posteriormente por las locomotoras de vapor desarrolladas durante la industrialización. Antes de perfeccionarse los sistemas de fundición, los minerales se trituraban y lavaban para eliminar la ganga (la roca inerte que no contiene minerales), con el fin de minimizar el consumo del costoso carbón vegetal durante la fundición. El proceso de trituración se conoce como machaqueo. En la Edad Media ya se utilizaron molinos con este fin, a partir de los cuales se crearon molinos de pisón, en los que una rueda hidráulica hacía girar un eje con levas que levantaba unos postes de madera y los soltaba nuevamente a cierta altura. Estos postes de madera estaban recubiertos con hierro en la parte inferior y, cuando se soltaban, golpeaban sobre una concavidad practicada sobre una roca dura que se llenaba de mineral para ser triturado.

## Procesamiento de metales
Los hornos de fundición con forma de colmena sobre un lecho de arena estuvieron muy extendidos hasta la Edad Media. Consistían en un apilamiento de capas de mineral y de carbón vegetal que servía como combustible, recubiertos por una capa de arcilla. El hierro reducido se recogía en forma de lupa en el fondo. Estos hornos tenían que ser demolidos y reconstruidos por completo después de cada colada. Para el suministro de aire se utilizaba el viento (en el caso de pozos de fundición instalados en taludes) o fuelles.
Debido al aumento del consumo de madera para producir carbón vegetal, las rutas de transporte se hicieron cada vez más largas, convirtiéndolo en un material caro y escaso. En Inglaterra, la explotación forestal era tan grave que hubo que importar madera. En Alemania, en el período 1500-1600, 26 de los 78 privilegios de invención concedidos estaban relacionados con tecnologías de ahorro de madera. La escasez de materias primas y el mayor desarrollo de los hornos se tradujeron en la sustitución de la leña por hulla y coque después del Renacimiento. Alrededor del año 1500, la familia Fúcar obtuvo el monopolio sobre la producción de cobre gracias al trabajo de Hans Fugger.

### Fusión y fundición
Sin embargo, la creciente necesidad de hierro pronto podría dejar de satisfacerse con el proceso de hornos de colmena, lo que condujo al desarrollo primero de los hornos de reverbero y más adelante de los altos hornos. Con los hornos de reverbero, ahora era posible separar el hierro del acero. El horno estaba revestido con piedra refractaria, marga o arcilla y un fuelle operado con energía hidráulica para asegurar un suministro de aire constante y suficiente. El tratamiento posterior del hierro marcó la invención de la fundición de hierro.
La mayoría de los metales no ferrosos, como el estaño y el zinc, se obtuvieron calentándolos y derritiéndolos. En principio, el oro, el cobre, y la plata también se podían extraer de los minerales, pero se necesitaba más energía debido a sus puntos de fusión más altos. Además, el cobre a menudo se mezclaba con otros metales como el estaño para producir bronce, que se podía procesar muy bien. El cobre puro, por otro lado, no es adecuado para la fundición.

### Extracción de oro y plata
El problema era que los codiciados metales preciosos a menudo se encontraban en pequeñas proporciones mezclados en los minerales de cobre. Su composición química exacta no se conocía en ese momento, aunque se pudo determinar a lo largo del tiempo a través de innumerables experimentos. En el siglo XVI, el sistema de amalgama con mercurio prevaleció en la extracción de oro. Para la plata se utilizó plomo, en el que se disolvía el metal precioso mientras que el cobre permanecía separado. Luego, la solución se separó por segregación: el plomo se asentaba como el metal más denso en la parte inferior, mientras que la plata podía recogerse en la parte superior. Las minas de plata sudamericanas dependían de la importación de mercurio de España para amalgamar el mineral, ya que tampoco se disponía de madera suficiente para la fundirlo localmente.

### Trefilado
Una innovación decisiva tuvo lugar en la técnica del trefilado. En la Edad Media la producción de alambre consistía en forjar hierro y pasarlo a través de orificios de diferentes tamaños hasta alcanzar el espesor deseado, pero el crecimiento de la demanda hizo que ya pudiera satisfacerse recurriendo simplemente a la pura fuerza muscular. La introducción de la rueda hidráulica en el proceso hizo que su potencia pudiera transferirse a un cigüeñal y usarse para tirar del alambre, aumentando notablemente la disponibilidad de este producto.

## Ingeniería militar

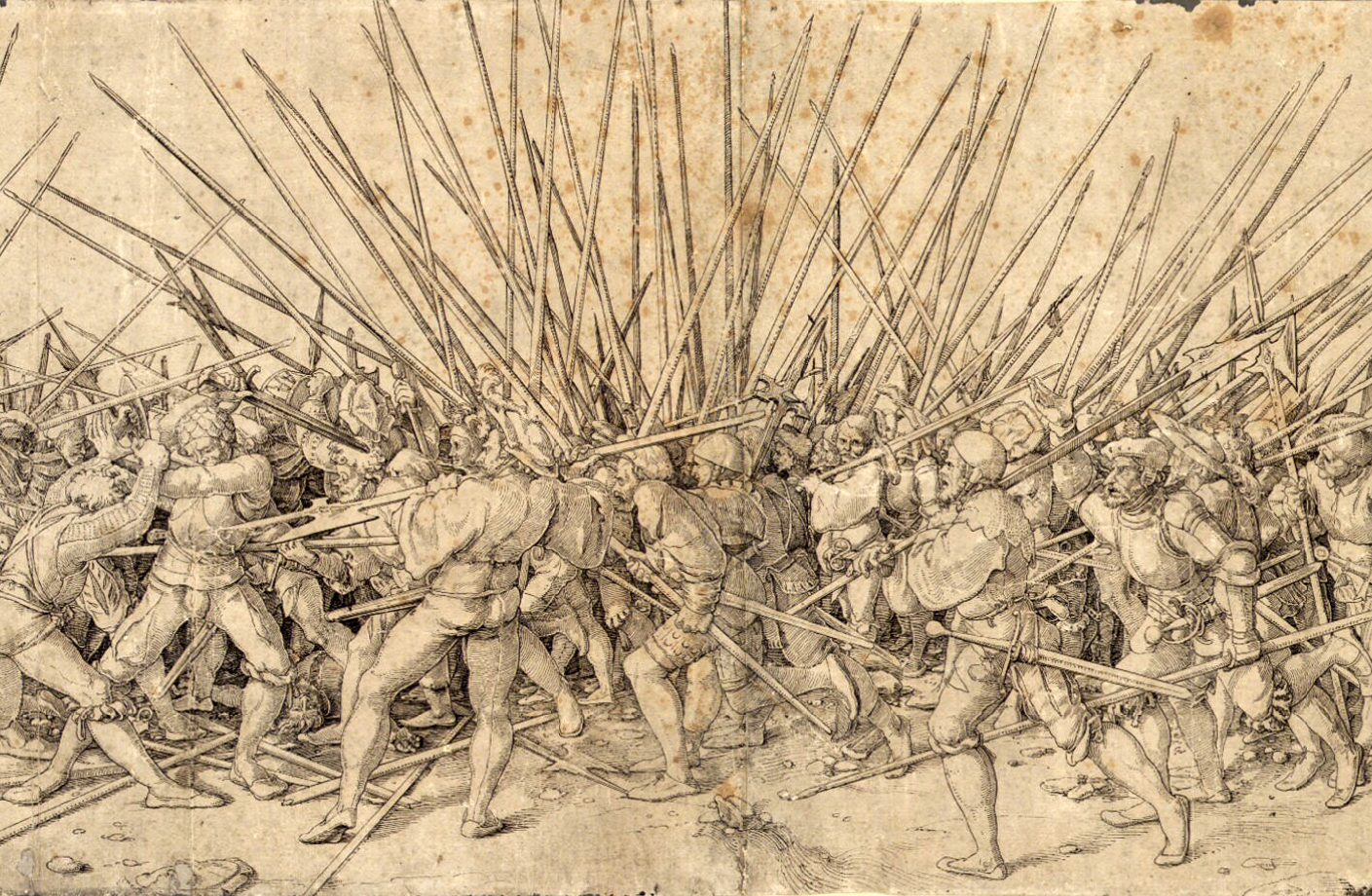
Lansquenetes luchando con sus lanzas (grabado de Holbein)

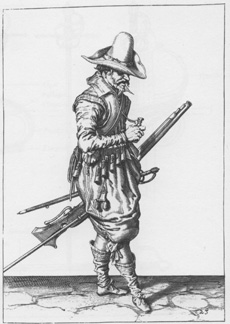
Grabado de un arcabucero

Las batallas medievales fueron decididas principalmente por los combatientes a caballo, mientras que la infantería solo jugó un papel secundario. Pero hacia el final de la Edad Media, su declive se hizo evidente: en la Guerra de los Cien Años, los arqueros ingleses derrotaron repetidamente a las tropas a caballo francesas, mientras que los piqueros suizos se impusieron a los caballeros alemanes. Se dice que la pólvora recibió su primera aplicación militar en Europa en 1331 durante el asedio de Cividale del Friuli por parte de los caballeros alemanes, y en la batalla de Crécy durante la Guerra de los Cien Años en 1346, aunque allí no jugó un papel decisivo. Con el auge de las nuevas armas de fuego, los caballeros siguieron perdiendo importancia, y la armadura pesada ya no era eficaz frente al "artillero ágil", término con el que pasó a denominarse al nuevo soldado. Los conflictos militares más importantes del Renacimiento fueron la Guerra de los Treinta Años (1618-1648) y las campañas de Federico II el Grande de Prusia.
Durante la transición de la Edad Media a los tiempos modernos eran habituales varios tipos de arma de asta, como las picas o las alabardas. Ambas se manejaban con las dos manos, por lo que los soldados no podían usar escudos. La pica medía unos cuatro metros de largo y tenía una punta de hierro para clavarla. Para impedir los ataques de los caballeros o de otra caballería, una agrupación de piqueros clavaba en el suelo el extremo del arma, que se mantenía en un ángulo de unos 30°, formado así un obstáculo infranqueable para los guerreros montados, ya que los caballos los rehuían. La alabarda, por otro lado, tenía solo dos metros de largo y se consideraba un arma ofensiva. Estaba equipada con una punta punzante, un hacha y una segunda punta capaz de penetrar cualquier armadura. Era menos adecuada para repeler a la caballería, por lo que los piqueros y las alabarderos a menudo luchaban juntos.
Un invento importante fue el arcabuz, una forma temprana de mosquete, que reemplazó gradualmente a las armas de largo alcance existentes, como los arcos y las ballestas. Como los mosqueteros tardaban mucho tiempo en recargar después cada disparo y quedaban indefensos, se replegaban detrás de los piqueros. Los mosquetes estaban forjados en hierro o fundidos en bronce, la munición consistía en bolas de plomo, que los tiradores podían cortar de un bloque más grande. Las armas de fuego de la Baja Edad Media consistían en un simple cañón de hierro sobre un eje de madera. No había un mecanismo de disparo como el de las ballestas, por lo que eran muy baratos de fabricar. Para disparar, se sujetaban con una mano a la altura de la cintura y se encendían con un hierro candente o una mecha humeante. Un desarrollo importante fue la llave de mecha, en el que la mecha estaba sujeta a un mecanismo para que el tirador tuviera ambas manos libres para apuntar y pudiera disparar el arma desde el hombro, lo que aumentó significativamente la precisión de apuntar. La llave de rueda era una pieza giratoria de metal que se frotaba contra un pedernal para generar chispas. A finales del siglo XVII, la llave de chispa prevaleció y estuvo en uso hasta principios del siglo XIX, cuando fue reemplazada por la aparición del fusil Dreyse. Los fusileros inicialmente no pudieron defenderse de los ataques de la caballería y quedaban indefensos durante mucho tiempo después de disparar sus armas una vez. Esto fue remediado por la invención de la bayoneta, una hoja de acero afilada que primero se introducía en el cañón del arma para que pudiera usarse como una pica, pero que impedía disparar de nuevo. Posteriormente se sujetaron al cañón con un ojal para que también se pudiera disparar el arma.
Mediante procesos de fundición del hierro cada vez más eficaces se hizo posible construir cañones capaces de resistir la fuerza explosiva de la pólvora. Bajo Carlos VIII de Francia y se introdujo el afuste que permitía dirigir el tiro con facilidad, y se utilizó polvo granular. Las bolas de hierro, que podían atravesar paredes de piedra, demostraron su valor como proyectiles. Pero también se utilizaron proyectiles explosivos, a partir de los cuales se desarrolló la granada de mano.

## Mecánica de precisión, instrumentos y aparatos de medida

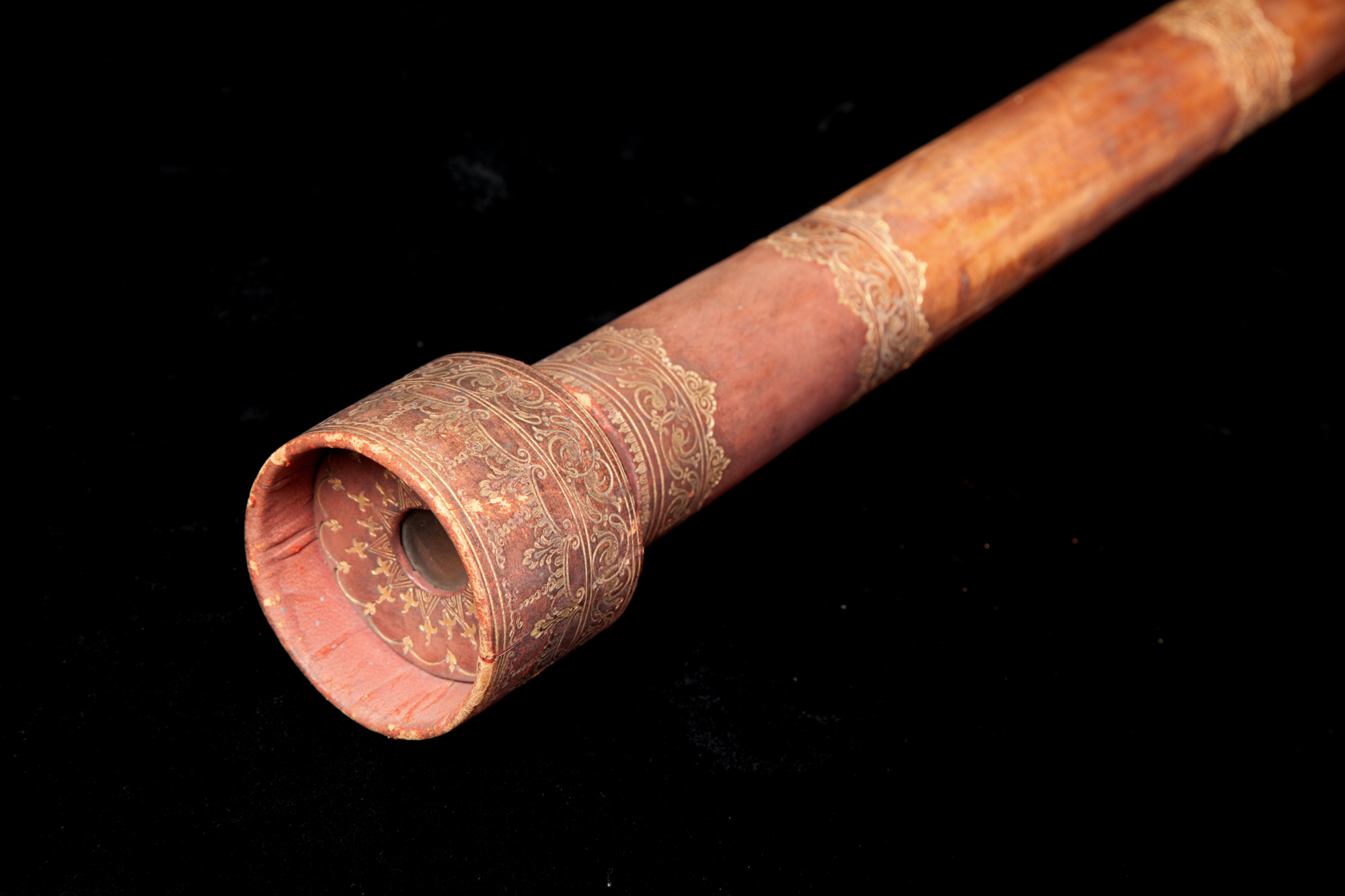
Ocular del telescopio construido por Galileo Galilei

Se introdujeron numerosas innovaciones en el área de la mecánica de precisión y de los instrumentos de medición, así como en la relojería. En este período se dieron numerosas conexiones entre la tecnología y las ciencias emergentes que florecieron gracias a la revolución científica. Varios dispositivos ópticos eran completamente nuevos, como el telescopio, que se utilizó inicialmente en astronomía. La invención del telescopio refractor por Hans Lippershey y el posterior desarrollo por parte de Galileo Galilei hicieron posibles las investigaciones astronómicas. La profesión de fabricante de instrumentos científicos se volvió cada vez más importante ya que había una creciente demanda de instrumentos mejores y más precisos. A su vez, numerosos científicos también se ocuparon de estos dispositivos, lo que supuso la instauración de la óptica como disciplina científica. Además, el auge de la exploración geográfica promovió el desarrollo de instrumentos de navegación, como la brújula y las cartas náuticas. También se desarrolló y mejoró continuamente una forma temprana del sextante, el astrolabio náutico. En el campo técnico, aparecieron más y más dibujos de máquinas en tratados sobre distintas industrias, pero también en bocetos como los realizados por Leonardo da Vinci.
Otros dispositivos que eran completamente nuevos o significativamente mejorados fueron la brújula graduada, el compás de reducción, accesorios para pistolas y el cuadrante, a los que hay que sumar la bomba de aire inventada por Otto von Guericke.

## Tecnología de la construcción

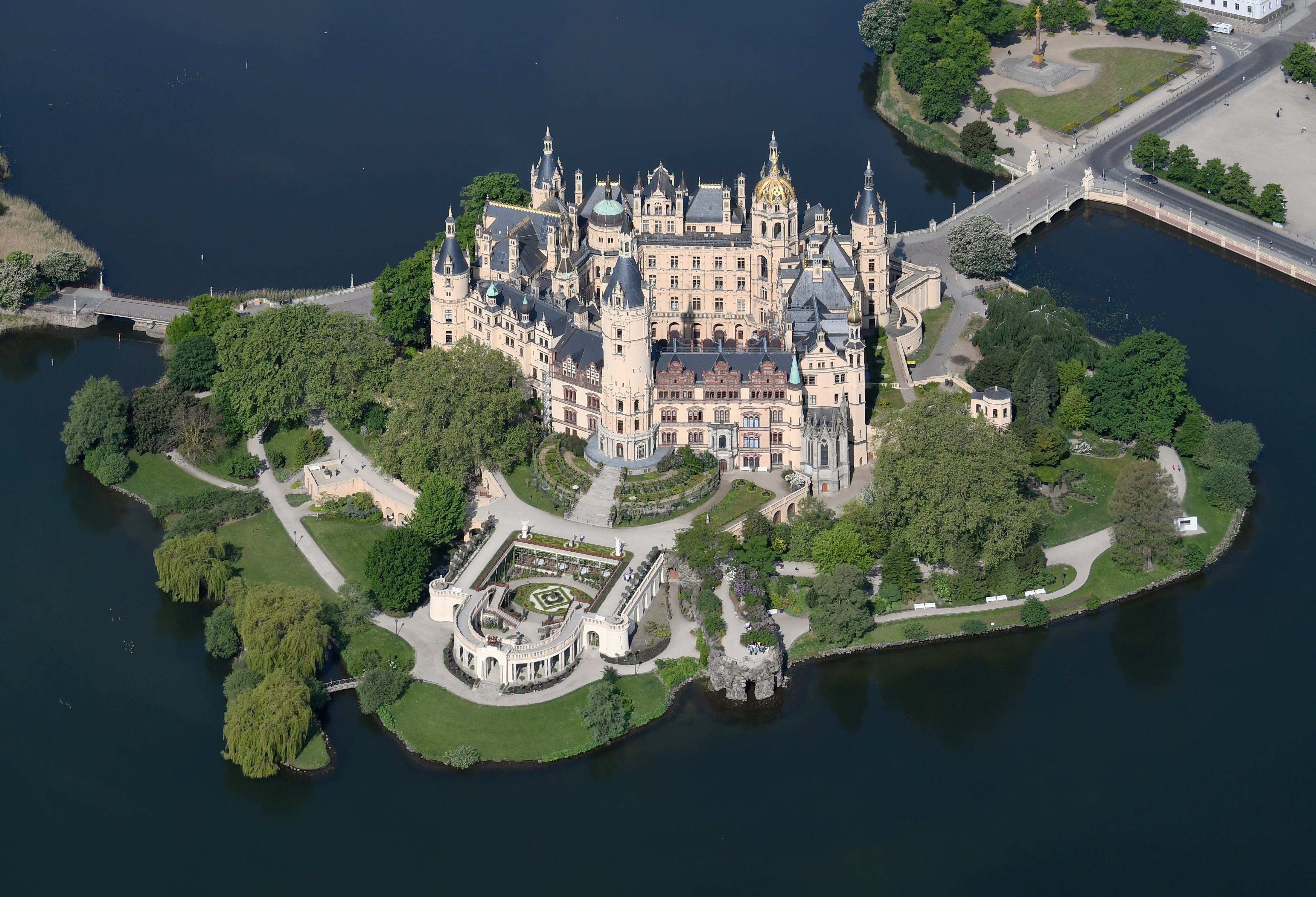
Castillo palaciego de Schwerin

El castillo medieval, que era tanto un edificio residencial como defensivo, derivó en las fortalezas como edificios exclusivamente defensivos por un lado y en los Schloss (palacios) como edificios residenciales y representativos por otro. Inicialmente, los muros de los castillos eran principalmente altos para que no se pudieran subir fácilmente con escaleras. Pero con la llegada de los cañones, perdieron su función protectora. En cambio, las fortalezas se construyeron con murallas más bajas pero más gruesas, capaces de resistir el fuego de los cañones. Para proteger los muros de cortina se colocaron por delante varias estructuras de mampostería, como los baluartes o el revellín. Se crearon elegantes diseños geométricos para garantizar que los defensores pudieran disparar a cualquier punto situado frente a estas defensas. Los castillos pasaron a construirse en medio de las ciudades y servían como edificios residenciales para los nobles y con fines representativos. La mayoría de los constructores de principios del Renacimiento estaban activos tanto en el campo militar como en el civil. Con el tiempo, sin embargo, se produjo una especialización y, por tanto, también una separación. En Francia, el estado construyó numerosos fuertes, carreteras y puentes durante el siglo XVII. Por orden del ministro, se creó el cuerpo de ingenieros militares dedicados al diseño de fortificaciones por un lado; y el de ingenieros de caminos y puentes por otro. En el siglo XVIII, se fundaron las escuelas especiales para su formación.

## Transporte
Los carros tirados por caballos se conocen desde la antigüedad. En la Edad Media se utilizaban casi exclusivamente con fines de transporte, y solo con la transición al Renacimiento aparecieron también los coches de caballos, que eran utilizados por los nobles para sus viajes. Los carros recibieron cargas útiles cada vez mayores en el Renacimiento. En el siglo XVII, podían transportar de tres a cuatro toneladas y eran tirados por entre cuatro y seis caballos. En el siglo XVIII, doce caballos podían mover hasta ocho toneladas. A medida que aumentaba la presión sobre el suelo, el ancho de las ruedas se incrementó hasta 18 cm. Las ruedas más estrechas podían dañar las carreteras pavimentadas, por lo que se cobraban tarifas por utilizarlas.
En la construcción naval no hubo grandes innovaciones técnicas como la coca en la Edad Media o el barco de vapor del siglo XIX. Sin embargo, la importancia de los barcos aumentó porque eran necesarios para el comercio marítimo con América o Asia. Dado que estas relaciones comerciales también se volvieron cada vez más importantes económicamente, muchos países europeos comenzaron a construir potentes armadas. Los barcos de combate ya no se construyeron como simples mercantes con superestructuras militares, como solía ser hasta entonces, sino que se diseñaron desde el principio como barcos de guerra, equipados con cañones y clasificados en clases de tamaño estandarizados, que incluyen tipos como el navío de línea o la fragata.